# 橘秀徳
橘 秀徳（たちばな ひでのり、1969年6月24日 - ）は、日本の実業家、元政治家。元衆議院議員（1期）。

## 来歴
東京都出身。東京都立井草高等学校、中央大学法学部政治学科卒業。
大学卒業後、内閣法制局に事務官として勤務。その後、田中甲衆議院議員の議員秘書に転身する。2002年、松下政経塾に入塾。第23期生。特に少子高齢化問題を研究する（同期に三日月大造など）。2005年に卒塾し、原口一博衆議院議員の政策秘書となる。
民主党の公募に応募し、合格。神奈川13区の候補者となる。
2009年の第45回衆議院議員総選挙に民主党公認で神奈川13区から出馬し、自由民主党の甘利明らを破って初当選した。
2010年の民主党代表選挙では小沢一郎を支持した。
2012年の消費増税をめぐる政局では、6月26日の衆議院本会議で行われた消費増税法案の採決で、党の賛成方針に反して反対票を投じた。民主党は7月3日の常任幹事会で党員資格停止2カ月の処分とする方針を決定し、7月9日の常任幹事会で正式決定した。
同年12月の第46回衆議院議員総選挙では神奈川13区に出馬したが、選挙区は4位で敗れ比例復活もならず落選した。
2015年4月、大和市長選挙に出馬したが、次点で落選。
2016年より電気自動車用充電器設置事業などを行う日本充電インフラ株式会社の代表取締役を務める。

## 主な所属団体・議員連盟
- 国家主権と国益を守るために行動する議員連盟
- 2015新しい大和をつくる会[リンク切れ]